# César Garza
César Garza (San Pedro Garza García, Nuevo León; 1 de julio de 2005) es un futbolista mexicano que juega como pivote o mediocentro y su equipo actual es el Dundee Football Club de la Scottish Premiership.

## Inicios
Surgido de la cantera de los Rayados de Monterrey, subió por diferentes categorías hasta que llego su debut con el primer equipo.

### Club de Fútbol Monterrey
Debuta en primera división el 22 de octubre de 2023 frente a los Pumas de la UNAM, anotaría su primer gol al Santos Laguna el 8 de noviembre del mismo año, correspondiente al Torneo Apertura 2023.

### Dundee Football Club
El 21 de diciembre de 2024 se anuncia el préstamo para llegar al equipo escocés. Hace su debut el 5 de enero de 2025 en la Jornada 22 frente al St. Johnstone entrando de cambio al minuto 76, dicho partido su equipo lo ganaría 1-3 de visitantes.